# Hosoda Ayumu
Ayumu Hosoda (sinh ngày 14 tháng 4 năm 1998) là một cầu thủ bóng đá người Nhật Bản.

## Sự nghiệp câu lạc bộ
Ayumu Hosoda đã từng chơi cho Gainare Tottori.